# Lecturer
Lecturer ist eine im englischen Sprachraum gebräuchliche Bezeichnung für bestimmte Arten von Hochschullehrern, die vermehrt Einzug in deutschsprachige Hochschulen findet. Über dem Lecturer steht die Stufe des Senior Lecturer.

## Vergleich in verschiedenen Staaten
Der Begriff des Lecturer hat in verschiedenen englischsprachigen Ländern unterschiedliche Bedeutungen, was zu Verwirrungen führen kann. Hierbei spielt auch die Institution selbst eine bedeutende Rolle. So ist der Rang eines Senior Lecturer im Vereinigten Königreich an einer forschungsstarken Russell-Gruppe-Universität mit einer W2-Professur im deutschsprachigen Raum vergleichbar, während das bei sogenannten Post-1992-Universitäten nicht zwingend der Fall ist. Die folgende Tabelle zeigt die Verwendung des Begriffs im Kontext akademischer Ränge und Positionen mit Salär in einigen englischsprachigen Ländern:
| Vereinigtes Königreich                                            | Australien/Neuseeland | USA                                                         | Ungefähre deutsche Entsprechung |
| ----------------------------------------------------------------- | --------------------- | ----------------------------------------------------------- | --- |
| Teaching Fellow / Teaching Assistant / Tutor / Research Assistant | Teaching Fellow       | Teaching Assistant / Research Assistant                     | Wissenschaftlicher Mitarbeiter (als Doktorand), andere nicht promovierte Beschäftigte |
| Staff Scientist / Senior Scientist                                | Associate Lecturer    | Lecturer/Instructor                                         | Wissenschaftlicher Mitarbeiter als „Postdoc“, Lehrkraft für besondere Aufgaben / Lektor (promoviert)                                                                                     |
| Lecturer                                                          | Lecturer              | Assistant Professor                                         | Juniorprofessor / Juniordozent (ggf. mit Tenure Track), Akademischer Rat (befristet/unbefristet), Wissenschaftlicher Assistent oder vergleichbare Positionen                             |
| Senior Lecturer                                                   | Senior Lecturer       | Associate Professor                                         | Akademischer Oberrat (befristet/unbefristet), Hochschuldozent (unbefristet, Baden-Württemberg), Dozent (DDR)                                                                             |
| Senior Lecturer / Reader / Principal Lecturer                     | Associate Professor   | Associate/Full Professor                                    | W2/C3-Professor (bzw. W3 ohne Lehrstuhl bzw. Leitungsfunktion, Baden-Württemberg), apl. Professor (sofern ausnahmsweise entfristet angestellt oder beamtet), a.o. Professor (Österreich) |
| Professor                                                         | Professor             | (Full) Professor bzw. Distinguished Professor/endowed chair | W3/C4-Professor mit Lehrstuhl bzw. Leitungsfunktion, Univ.-Prof. (Österreich) |

Bei den Entsprechungen ist hervorzuheben, dass Lecturer im Vereinigten Königreich in der Regel nach einer zweijährigen Probezeit auf Lebenszeit angestellt werden, Assistant Professors in der Regel Tenure-Track genießen, was bei den deutschen Juniorprofessoren oft nicht der Fall ist.
Eine Promotion ist im Vereinigten Königreich keine notwendige Voraussetzung für Lecturers. Allerdings muss hier beachtet werden, dass viele englische Universitäten zwischen Positionen mit Forschungs- und Lehrfokus unterscheiden, obwohl die Berufsbezeichnung gleich ist. Weiterhin ist zu beachten, dass nicht alle Doktoranden (Ph.D. Candidates) automatisch als Teaching Assistants (im Vereinigten Königreich auch Tutors oder Teaching Fellows genannt) oder Research Assistants (bei forschungsbezogenen Schwerpunkt) beschäftigt sind. Dies hängt von der Universität, der individuellen Finanzierung (beispielsweise der Höhe der Stipendien) und den Forschungsprojekten des Doktorvaters oder der Doktormutter ab.
US-amerikanische Instructors sind meist ausschließlich in der Forschung tätig. Die Übernahme auf Lebenszeit (in den USA und in Kanada: promotion to tenure) erfolgt meist gleichzeitig mit einer Beförderung. Principal Lecturer und Reader beziehen sich auf die gleiche Karriere- und Gehaltsstufe, wobei es ersteren nur an den sog. Post-1992 Universities gibt. Dort liegt sein Schwerpunkt auf Lehre und Management. Eine wachsende Zahl von Institutionen (z. B. die Universität Oxford) vergibt die Titel Senior Lecturer und Reader nicht mehr, sondern stellt ganz oder teilweise auf das nordamerikanische Modell um.
Die deutschen Privatdozenten und außerplanmäßigen Professoren finden in den USA eine ungefähre Entsprechung in den Adjunct Associate Professors bzw. den Adjunct Professors. Hier wie dort tragen sie einen bedeutenden Teil zur Lehre bei. Distinguished Professor bzw. endowed chair beziehen sich auf besondere akademische Ehren, die sich auch in der Besoldung wiederfinden.
Auch in Deutschland und der deutschsprachigen Schweiz findet der Begriff immer mehr Einzug in die Hochschulen. Er wird für einige Angehörige des akademischen Mittelbaus mit unbefristeten Stellen verwendet. So ermöglicht das Hochschulgesetz Nordrhein-Westfalens den Fachbereichsräten, Wissenschaftlern, die als Lehrkraft für besondere Aufgaben angestellt sind, die akademische Bezeichnung „Lecturer“ zu verleihen. Auch an der Universität Bremen, der Goethe-Universität Frankfurt und der Universität Zürich existieren die Stellenkategorien „Lecturer“ und „Senior Lecturer“.

## Österreich
Neben dem Lektor existiert in Österreich auch die Position eines Senior Lecturers. Mit dem Kollektivvertrag für die Arbeitnehmer der österreichischen Universitäten werden die Aufgaben von Senior Lecturers für den Bereich der staatlichen Universitäten einheitlich geregelt. Es handelt sich um wissenschaftliche Mitarbeiter mit oder ohne Promotion die „überwiegend in der Lehre eingesetzt“ und in der Regel „nicht nur vorübergehend“ aufgenommen werden.
Trotz gleicher Bezeichnung unterscheiden sich Rollen und Aufgaben klar von jenen im britischen Universitätssystem. So sind Senior Lecturer in Österreich ausnahmslos dem akademischen Mittelbau zugeordnet. Bei Vollzeitbeschäftigung ist in der Regel ein Lehraumaß von 16 Stunden vorgesehen, darüber hinaus gehört auch die Betreuung von Bachelorarbeiten zu den Aufgaben. Senior Lecturer mit Doktorat können in besonderen Fällen, je nach universitäts- und fakultätsinterner Regelung, auch mit der Betreuung von Masterarbeiten beauftragt werden.